# Ogura Tsutomu
Tsutomu Ogura (小倉 勉, sinh ngày 18 tháng 7 năm 1966) là một huấn luyện viên và cựu cầu thủ bóng đá người Nhật Bản và hiện đang là huấn luyện viên trưởng của Đội tuyển bóng đá quốc gia Singapore.

## Sự nghiệp Huấn luyện
Ông là trợ lí huấn luyện viên Nhật Bản giai đoạn 2006-2010. Sau đó, năm 2012, ông làm trợ lí huấn luyện viên của đội tuyển Olympic Nhật Bản, tham dự Olympic London(Anh).
Năm 2013, ông là huấn luyện viên của câu lạc bộ Omiya Ardija, thuộc giải hạng dưới của bóng đá Nhật Bản. Từ năm 2018-2022, ông làm Giám đốc thể thao của Câu lạc bộ Yokohama F.Marinos. Đây là giai đoạn rất thành công của câu lạc bộ này, thời điểm họ có ngôi vô địch giải J-League 1